# Liste der Lektionare des Neuen Testaments
Ein Lektionar des Neuen Testaments ist eine Abschrift eines liturgischen Buches zur Lesung, welches auch Teile des Neuen Testaments enthält. Lektionare können in Unzialen oder Minuskeln der griechischen Buchstaben geschrieben sein. Als Schreibmaterial dient Pergament (einschließlich Vellum), Papyrus, oder Papier.
Lektionare des Neuen Testaments unterscheiden sich von
- Papyri des Neuen Testaments (siehe die Liste)
- Unziale des Neuen Testaments (siehe die Liste)
- Minuskeln des Neuen Testaments (siehe die Liste)

## Liste bekannter oder wichtiger Lektionare
- Die Nummern (#) folgen dem Standardsystem von Caspar René Gregory.
- Paläographische Datierungen (Spalte „Alter“) wurden in der Regel auf ganze Jahrhunderte gerundet. Wo eine präzise Datierung, oft dank einer Datumsangabe im Kolophon, möglich ist, wird diese durch Fettdruck hervorgehoben.
- Der Inhalt betrifft nur die Evangelien (Evangelistarion) und Lektionen aus anderen Teilen des Neuen Testaments mit Ausnahme der Offenbarung (Apostolos). Manchmal ist der erhaltene Anteil eines Kodex so begrenzt, dass nur bestimmte Bücher, Kapitel oder gar nur Verse angegeben werden können. Verlinkte Artikel, wenn vorhanden, betreffen im Allgemeinen nur einen nach Versen geordneten Teil.

Bis 2012 wurden 2453 Lektionare Manuskripte vom Institut für Neutestamentliche Textforschung in Münster katalogisiert.
| #      | Alter           | Inhalt                     | Institution                                              | Ort                        | Land                      |
| ------ | --------------- | -------------------------- | -------------------------------------------------------- | -------------------------- | ------------------------- |
| ℓ 1    | 10. Jh          | Evangelistarion (Unzial)   | Bibliothèque nationale de France, Gr. 278                | Paris                      | Frankreich                |
| ℓ 2    | 10. Jh          | Evangelistarion (Unzial)   | Bibliothèque nationale de France, Gr. 280                | Paris                      | Frankreich                |
| ℓ 3    | 11. Jh          | Evangelistarion (Unzial)   | Lincoln College, Gr. 15                                  | Oxford                     | UK                        |
| ℓ 4    | 11. Jh          | Evangelistarion            | Universitätsbibliothek Cambridge, Dd. 8.49               | Cambridge                  | UK                        |
| ℓ 5    | 10. Jh          | Evangelistarion (Unzial)   | Bodleian Library, Barocci 202                            | Oxford                     | UK                        |
| ℓ 6    | 1265            | Evangelistarion (Unzial)   | Universitätsbibliothek Leiden, Or. 243                   | Leiden                     | Niederlande               |
| ℓ 7    | 1204            | Evangelistarion            | Bibliothèque nationale de France, Gr. 301                | Paris                      | Frankreich                |
| ℓ 8    | 14. Jh          | Evangelistarion            | Bibliothèque nationale de France, Gr. 312                | Paris                      | Frankreich                |
| ℓ 9    | 13. Jh.         | Evangelistarion            | Bibliothèque nationale de France, Gr. 307                | Paris                      | Frankreich                |
| ℓ 10   | 13. Jh          | Evangelistarion            | Bibliothèque nationale de France, Gr. 287                | Paris                      | Frankreich                |
| ℓ 11   | 13. Jh          | Evangelistarion            | Bibliothèque nationale de France, Gr. 309                | Paris                      | Frankreich                |
| ℓ 12   | 13. Jh.         | Evangelistarion            | Bibliothèque nationale de France, Gr. 310                | Paris                      | Frankreich                |
| ℓ 13   | 12. Jh.         | Evangelistarion            | Bibliothèque nationale de France, Coislin Gr. 31         | Paris                      | Frankreich                |
| ℓ 14   | 16. Jh          | Evangelistarion            | Bibliothèque nationale de France, Gr. 315                | Paris                      | Frankreich                |
| ℓ 15   | 13. Jh.         | Evangelistarion            | Bibliothèque nationale de France, Gr. 302                | Paris                      | Frankreich                |
| ℓ 16   | 12. Jh          | Evangelistarion            | Bibliothèque nationale de France, Gr. 297                | Paris                      | Frankreich                |
| ℓ 17   | 9. Jh           | Evangelistarion (Unzial)   | Bibliothèque nationale de France, Gr. 279                | Paris                      | Frankreich                |
| ℓ 18   | 12. Jh          | Evangelistarion †          | Bodleian Library, Laud. Gr. 32                           | Oxford                     | UK                        |
| ℓ 19   | 13. Jh.         | Evangelistarion            | Bodleian Library, Auct. D. inf. 2.12                     | Oxford                     | UK                        |
| ℓ 20   | 1047            | Evangelistarion            | Bodleian Library, Laud. Gr. 34                           | Oxford                     | UK                        |
| ℓ 21   | 14. Jh          | Evangelistarion            | Bodleian Library, Arch. Selden. B. 56                    | Oxford                     | UK                        |
| ℓ 22   | 14. Jh          | Evangelistarion            | Bodleian Library, Arch. Selden. B. 54                    | Oxford                     | UK                        |
| ℓ 23   | 11. Jh          | Evangelistarion            | British Library, Cotton. Vesp. B. 18                     | London                     | UK                        |
| ℓ 24   | 10. Jh          | Evangelistarion            | Bayerische Staatsbibliothek, Gr. 353                     | München                    | Deutschland               |
| ℓ 25   | 13. Jh          | Evangelistarion            | British Library, Harley 5650                             | London                     | UK                        |
| ℓ 26   | 13. Jh          | Evangelistarion †          | Bodleian Library, Selden Supra 2                         | Oxford                     | UK                        |
| ℓ 27   | 14. Jh          |                            | Bodleian Library, Selden Supra 3                         | Oxford                     | UK                        |
| ℓ 28   | 13. Jh          | Evangelistarion †          | Bodleian Library, Auct. D. inf. 2.14                     | Oxford                     | UK                        |
| ℓ 29   | 12. Jh          | Evangelistarion †          | Bodleian Library, Auct. D. inf. 2.15                     | Oxford                     | UK                        |
| ℓ 30   | 1225            | Evangelistarion            | Bodleian Library, Cromw. 11                              | Oxford                     | UK                        |
| ℓ 31   | 12. Jh          | Evangelistarion            | Stadtbibliothek, Ms. Cent. V. App. 40                    | Nürnberg                   | Deutschland               |
| ℓ 32   | 11. Jh          | Evangelistarion            | Landesbibliothek, Memb. I 78                             | Gotha                      | Deutschland               |
| ℓ 33   |                 | = ℓ 563                    |                                                          |                            |                           |
| ℓ 34   | 9. Jh           | Evangelistarion (Unzial)   | Bayerische Staatsbibliothek, Gr. 329                     | München                    | Deutschland               |
| ℓ 35   | 11. Jh          | Evangelistarion (Unzial)   | Vatikanische Apostolische Bibliothek, Vat. gr. 351       | Vatikanstadt               |                           |
| ℓ 36   | 10. Jh          | Evangelistarion (Unzial)   | Vatikanische Apostolische Bibliothek, Vat. gr. 1067      | Vatikanstadt               |                           |
| ℓ 37   | 12. Jh          | Evangelistarion            | Vatikanische Apostolische Bibliothek, Borg. gr. 6        | Vatikanstadt               |                           |
| ℓ 38   | 15. Jh          | Evangelistarion            | Georg-August-Universität Göttingen, Cod. Ms. theol. 33   | Göttingen                  | Deutschland               |
| ℓ 39   | 13. Jh          | Evangelistarion            | Bibliothèque nationale de France, Suppl. Gr. 104         | Paris                      | Frankreich                |
| ℓ 40   | 10th            | Evangelistarion (Unzial)   | Escorial, Ψ. III. 14                                     | San Lorenzo de El Escorial | Spanien                   |
| ℓ 41   | 10. Jh          | Evangelistarion (Unzial)   | Escorial, X. III. 12                                     | San Lorenzo de El Escorial | Spanien                   |
| ℓ 42   | 10. Jh          | Evangelistarion (Unzial)   | Escorial, X. III. 13                                     | San Lorenzo de El Escorial | Spanien                   |
| ℓ 43   | 11. Jh          | Evangelistarion            | Escorial, X. III. 16                                     | San Lorenzo de El Escorial | Spanien                   |
| ℓ 44   | 12. Jh          | Apostolos                  | Det Kongelige Bibliotek, GkS                             | Kopenhagen                 | Dänemark                  |
| ℓ 45   | 10. Jh          | Evangelistarion (Unzial)   | Österreichische Nationalbibliothek                       | Wien                       | Österreich                |
| ℓ 46   | 9. Jh/10. Jh    | Evangelistarion (Unzial)   | Österreichische Nationalbibliothek, Suppl Gr. 12         | Wien                       | Österreich                |
| ℓ 47   | 10. Jh          | Evangelistarion            | Museum der Geschichte Moskaus, V. 11, S. 42              | Moskau                     | Russland                  |
| ℓ 48   | 1055            | Evangelistarion            | Museum der Geschichte Moskaus, V. 15, S. 43              | Moskau                     | Russland                  |
| ℓ 49   | 10. Jh/11. Jh   | Evangelistarion            | Museum der Geschichte Moskaus, V. 12, S. 225             | Moskau                     | Russland                  |
| ℓ 50   | 14. Jh          | Evangelistarion            | Museum der Geschichte Moskaus, V. 10, S. 226             | Moskau                     | Russland                  |
| ℓ 51   | 14. Jh          | Evangelistarion            | Museum der Geschichte Moskaus, V. 20, S. 224             | Moskau                     | Russland                  |
| ℓ 52   | 14. Jh          | Evangelistarion, Apostolos | Museum der Geschichte Moskaus, V. 261, S. 279            | Moskau                     | Russland                  |
| ℓ 53   | 15. Jh          | Evangelistarion, Apostolos | Museum der Geschichte Moskaus, V. 262, S. 280            | Moskau                     | Russland                  |
| ℓ 54   | 1470            | Evangelistarion, Apostolos | Museum der Geschichte Moskaus, V. 263, S. 281            | Moskau                     | Russland                  |
| ℓ 55   | 1602            | Evangelistarion, Apostolos | Museum der Geschichte Moskaus, V. 264, S. 454            | Moskau                     | Russland                  |
| ℓ 56   | XV/XVI          | Evangelistarion, Apostolos | Museum der Geschichte Moskaus, V. 392, S. 466            | Moskau                     | Russland                  |
| ℓ 57   | 15. Jh          | Evangelistarion, Apostolos | SLUB Dresden, A. 151                                     | Dresden                    | Deutschland               |
| ℓ 58   | 16. Jh          | Evangelistarion †          | Bibliothèque nationale de France, Suppl. Gr. 50          | Paris                      | Frankreich                |
| ℓ 59   | 11. Jh          | Apostolos                  | Synod Coll., Cod. 4                                      | Moskau                     | Russland                  |
| ℓ 60   | 1021            | Apostolos                  |                                                          |                            |                           |
| ℓ 92   | 14. Jh          | Apostolos                  | Bibliothèque nationale de France, Gr. 324                | Paris                      | Frankreich                |
| ℓ 93   | 16. Jh          | Evangelistarion            | Bibliothèque nationale de France, Gr. 326                | Paris                      | Frankreich                |
| ℓ 94   | 12. Jh          | Evangelistarion, Apostolos | Bibliothèque nationale de France, Gr. 330                | Paris                      | Frankreich                |
| ℓ 95   | 14. Jh          | Evangelistarion            | Bibliothèque nationale de France, Gr. 374                | Paris                      | Frankreich                |
| ℓ 135  | 8. Jh           |                            | Vatikanische Apostolische Bibliothek, Vat. Barb. Gr. 472 | Vatikanstadt               |                           |
| ℓ 150  | 995             | Evangelistarion (Unzial)   | British Library, Harley 5598                             | London                     | UK                        |
| ℓ 181  | 980             | Evangelistarion            | British Library, Add. 39602                              | London                     | UK                        |
| ℓ 182  | 9. Jh.          | Evangelistarion            | British Library, Add. 39583                              | London                     | UK                        |
| ℓ 183  | 10. Jh          | Evangelistarion (Unzial)   | British Library Arundel 547                              | London                     | UK                        |
| ℓ 185  | 10. Jh          | Evangelistarion            | Christ’s College, DD.1.6                                 | Cambridge                  | UK                        |
| ℓ 233  | 11. Jh          | Evangelistarion            | British Library, Add. 39603                              | London                     | UK                        |
| ℓ 243  | 10. Jh          | Evangelistarion (Unzial)   | Russische Nationalbibliothek, 21, 21a                    | Saint Petersburg           | Russland                  |
| ℓ 299  | 13. Jh          | Evangelistarion            | BFBS                                                     | London                     | UK                        |
| ℓ 302  | 15. Jh. (paper) | Evangelistarion            | Duke University Gk Ms 83                                 | Duke                       | USA                       |
| ℓ 303  | 15. Jh          | Evangelistarion            | TS 11.21.1900                                            | Princeton                  | USA                       |
| ℓ 330  | 1185            | Evangelistarion            | British Library, Add MS 28817                            | London                     | UK                        |
| ℓ 368  | See 0306        |                            | Bodleian Library, Selden Supra 9, fol. 114–120           | Oxford                     | UK                        |
| ℓ 451  | 1052            | Evangelistarion            | Duke University Gk Ms 85                                 | Durham                     | USA                       |
| ℓ 542  | 10. Jh          | Evangelistarion (Unzial)   | Vatikanische Apostolische Bibliothek Gr. 355             | Vatikanstadt               |                           |
| ℓ562   | 991             | Evangelistarion            | Vatikanische Apostolische Bibliothek Gr. 2138            | Vatikanstadt               |                           |
| ℓ 648  | 16. Jh. (paper) | Evangelistarion            | Duke University Gk MS 28                                 | Durham                     | USA                       |
| ℓ 809  | 12. Jh          | Apostolos                  | Katharinenkloster (Sinai) Gr. 286                        | Sinai                      | Ägypten                   |
| ℓ 844  | 861/862         | Uncial Lektionar           |                                                          |                            |                           |
| ℓ 965  | 8. Jh           | Evangelistarion (Unzial)   | Bibliothèque nationale de France, Copt. 129,10, fol. 198 | Paris                      | Frankreich                |
| ℓ 1033 | 1152            | Evangelistarion            | Anastaseos 9                                             | Jerusalem                  | Israel                    |
| ℓ 1491 | 1008            | Evangelistarion            | British Library, Add. 36751                              | London                     | UK                        |
| ℓ1575  | 9. Jh.          | Evangelistarion            | Österreichische Nationalbibliothek Pap. K. 16.17         | Wien                       | Österreich                |
| ℓ 1602 | 8. Jh.          | Evangelistarion            | University of Michigan (PMich. Inv., Nr. 4942, 1 fol.)   | Ann Arbor                  | USA                       |
| ℓ 1604 | 4. Jh.          | Evangelistarion            |                                                          |                            |                           |
| ℓ 1614 | 7. Jh./8. Jh.   | Evangelistarion            | University of Michigan MS. 124                           | Ann Arbor                  | USA                       |
| ℓ 1619 | 17. Jh.         | Evangelistarion            | Duke University Gk MS 2                                  | Durham                     | USA                       |
| ℓ 1623 | c. 1200         | Evangelistarion            | Duke University Gk MS 82                                 | Durham                     | USA                       |
| ℓ 1637 | 9. Jh.          | Evangelistarion            | University of Michigan MS. 37                            | Ann Arbor                  | USA                       |
| ℓ 1681 | 15. Jh.         | Evangelistarion            | Universität Münster, Bibelmuseum Ms. 12                  | Münster                    | Deutschland               |
| ℓ 1682 | 16. Jh.         | Evangelistarion            | Universität Münster, Bibelmuseum Ms. 14                  | Münster                    | Deutschland               |
| ℓ 1683 | 13. Jh.         | Evangelistarion            | Universität Münster, Bibelmuseum Ms. 15                  | Münster                    | Deutschland               |
| ℓ 1684 | 1247            | Evangelistarion            | Universität Münster, Bibelmuseum Ms. 1                   | Münster                    | Deutschland               |
| ℓ 1685 | 15. Jh.         | Apostolon, Evangelistarion | Universität Münster, Bibelmuseum Ms. 16                  | Münster                    | Deutschland               |
| ℓ 1686 | 16. Jh.         | Apostolos                  | Universität Münster, Bibelmuseum Ms. 13                  | Münster                    | Deutschland               |
| ℓ 1691 |                 | Evangelistarion            |                                                          |                            |                           |
| ℓ 1813 | 11./12. Jh.     | Evangelistarion            | Duke University Gk MS 25                                 | Durham                     | USA                       |
| ℓ 1839 | 11. Jh.         | Evangelistarion            | Duke University Gk MS 65                                 | Durham                     | USA                       |
| ℓ 1965 | 12. Jh.         | Evangelistarion            | Duke University Gk MS 10                                 | Durham                     | USA                       |
| ℓ 1966 | c. 1100         | Evangelistarion            | Duke University Gk MS 12                                 | Durham                     | USA                       |
| ℓ 1967 | 11. Jth         | Evangelistarion            | Duke University, Gk MS 24                                | Durham                     | USA                       |
| ℓ 2005 | 10. Jh.         | Evangelistarion (Uncial)   | Byzantinisches Museum (Frg. 42), Bibelmuseum Ms. 20      | Athen; Münster             | Griechenland; Deutschland |
| ℓ 2137 | 12. Jh.         | Evangelistarion            | Universität Münster, Bibelmuseum Ms. 17                  | Münster                    | Deutschland               |
| ℓ 2138 | 1627            | Evangelistarion            | Duke University, Gk MS 39                                | Durham                     | USA                       |
| ℓ 2144 | 12. Jh.         | Evangelistarion            | Duke University, Gk MS 27                                | Durham                     | USA                       |
| ℓ 2145 | 13. Jh.         | Evangelistarion            | Duke University, Gk MS 43                                | Durham                     | USA                       |
| ℓ 2164 | 11. Jh          |                            | Archeolog. Mus., Frg 1                                   | Veria                      | Griechenland              |
| ℓ 2208 | 11. Jh./12. Jh. | Evangelistarion            | Universität Münster, Bibelmuseum Ms. 18                  | Münster                    | Deutschland               |
| ℓ 2210 | 6. Jh./7. Jh.   | Apostolos (Unzial)         | Biblioteca Medicea Laurenziana PL III 550                | Florenz                    | Italien                   |
| ℓ 2211 | 995/996         | Evangelistarion (Unzial)   | Katharinenkloster (Sinai) Arab 116                       | Sinai-Halbinsel            | Ägypten                   |
| ℓ2260  | 14. Jh.         | Apostolos                  | Kloster Osios Grigorios 158 (X 36)                       | Athos                      | Griechenland              |
| ℓ 2261 | 11. Jh          | Evangelistarion            | Kloster Osios Grigorios 182 A                            | Athos                      | Griechenland              |
| ℓ 2262 | 14. Jh.         | Evangelistarion            | Kloster Osios Grigorios 182 B                            | Athos                      | Griechenland              |
| ℓ 2263 | 11. Jh.         | Evangelistarion            | Kloster Osios Grigorios 182 C                            | Athos                      | Griechenland              |
| ℓ 2264 | 14. Jh.         | Evangelistarion            | Kloster Osios Grigorios 182 D                            | Athos                      | Griechenland              |
| ℓ 2265 | 12. Jth         | Evangelistarion †          | Kloster Iviron 28 (X 15)                                 | Athos                      | Griechenland              |
| ℓ 2266 | 13. Jh.         | Evangelistarion            | Kloster Iviron 30 (X 1)                                  | Athos                      | Griechenland              |
| ℓ 2267 | 12. Jh.         | Evangelistarion            | Kloster Iviron 46 (X 4)                                  | Athos                      | Griechenland              |
| ℓ 2276 | 13. Jh./14. Jh. | Evangelistarion            | Universität Münster, Bibelmuseum Ms. 21                  | Münster                    | Deutschland               |
| ℓ 2404 | 11. Jh./12. Jh. | Evangelistarion            | The Schøyen Collection, Ms 1982                          | Oslo, London               | Norwegen, UK              |
| ℓ 2405 | 12. Jh/13. Jh   | Lektionar                  | The Schøyen Collection, Ms 1979/4                        | Oslo, London               | Norwegen, UK              |
| ℓ 2406 | 13. Jh/14. Jh   | Lektionar                  | The Schøyen Collection, Ms 1979/5                        | Oslo, London               | Norwegen, UK              |
| ℓ 2411 | 12. Jh          | Evangelistarion            | Duke University, Gk MS 89                                | Durham                     | USA                       |
| ℓ 2412 | 12. Jh/13. Jh   | Evangelistarion            | Duke University, Gk MS 92                                | Durham                     | USA                       |